# Oulobophora macedonica
Oulobophora macedonica är en fjärilsart som beskrevs av Otto Staudinger 1892. Oulobophora macedonica ingår i släktet Oulobophora och familjen mätare. Inga underarter finns listade i Catalogue of Life.